# Sûreté du Québec
La Sûreté du Québec (SQ) est le corps de police de la province de Québec. Elle est l’une des plus anciennes institutions québécoises encore existente. C'est aussi la seule organisation policière à servir tout le territoire québécois. Elle fut créée par l’Acte de police de Québec, sanctionné le 1er février 1870. C’est le 1er mai 1870 que l’organisation de la police provinciale de Québec est complétée.
La SQ est l'une des trois forces de police d'une province au Canada, les autres appartenant à l'Ontario et à Terre-Neuve-et-Labrador, alors que la Gendarmerie royale du Canada (GRC) agit à titre de police fédérale dans toutes les provinces et territoires du Canada. La GRC est déléguée à des taches spécifiques dans cette province, comme en Ontario.

## Description

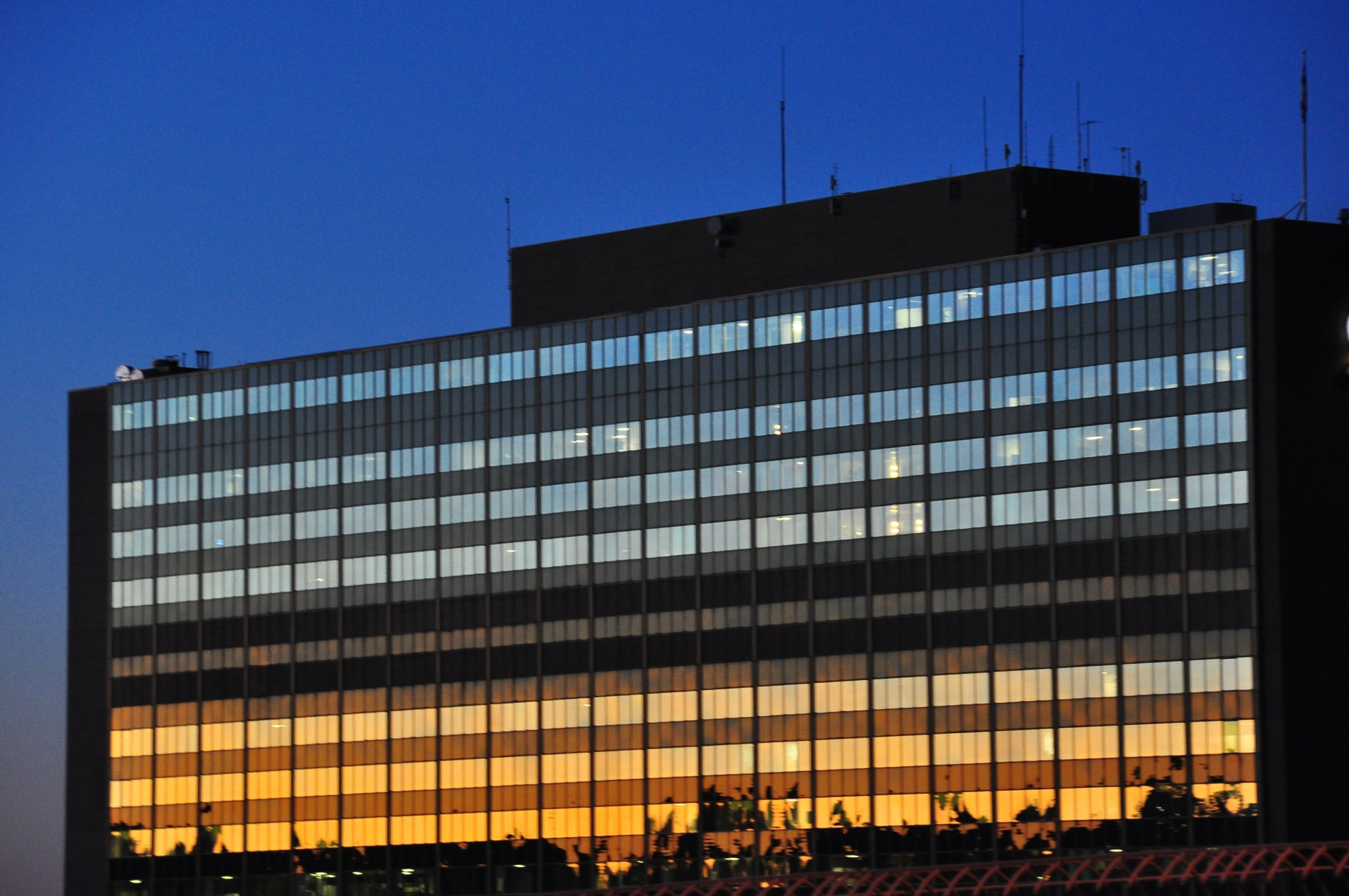
Étages supérieurs du quartier général de Montréal.

Son quartier général est situé au 1701, rue Parthenais à Montréal, au Québec.
Selon la Loi sur la police, sa mission est la suivante :

« La Sûreté du Québec, police nationale, concourt, sur l'ensemble du territoire québécois, au maintien de la paix et de l'ordre public, à la préservation de la vie, de la sécurité et des droits fondamentaux des personnes ainsi qu'à la protection de leurs biens. La Sûreté du Québec soutient aussi la communauté policière, coordonne des opérations policières d'envergure, contribue à l'intégrité des institutions étatiques et assure la sécurité des réseaux de transport qui relèvent du Québec. »

Afin d'assurer sa mission, la Sûreté du Québec peut compter sur plus de 3 677 véhicules de toutes sortes et elle fait état de dépenses de fonctionnement et d'investissement de plus de 833 millions de dollars canadiens. La Sûreté du Québec compte 120 postes répartis dans neuf grandes régions, regroupées au sein de quatre districts délimités de la façon suivante :
- Le district Est comprend les régions de la Capitale-Nationale–Chaudière-Appalaches et du Bas-Saint-Laurent–Gaspésie–Îles-de-la-Madeleine ;
- Le district Nord comprend les régions de la Côte-Nord-Saguenay-Lac-Saint-Jean et d'Abitibi-Témiscamingue–Nord-du-Québec ;
- Le district Sud comprend les régions de la Montérégie et de l'Estrie–Centre-du-Québec ;
- Le district Ouest comprend les régions de la Mauricie–Lanaudière, de l'Outaouais–Laurentides, ainsi que les autoroutes du grand Montréal.

Par ailleurs, la Sûreté du Québec est de plus en plus active au niveau international malgré son statut de corps policier provincial. En effet, elle entretient des rapports privilégiés avec plusieurs partenaires européens (France, Belgique, Suisse) en matière de coopération technique et participe aux missions de maintien de la paix de l'Organisation des Nations unies (MINUSTAH et ONUCI). Elle fait également partie du réseau international Francopol, voué à l'amélioration de la formation et des pratiques policières dans la Francophonie. Le quartier général de la Sûreté du Québec abrite le Secrétariat général de Francopol à Montréal.
Plusieurs controverses ébranlent la réputation de la sûreté du Québec. C'est le cas au G8 de 2007,, où des agents provocateurs de la Sûreté du Québec auraient provoqué des policiers de la même unité, qui ont ensuite riposté. Des contradictions ont été rapportées par Radio-Canada à la suite des événements de Victoriaville en mai 2012 lors des contestations étudiantes.

### Juridiction
En 2014, 31 municipalités et 22 réserves autochtones possédaient leur propre service de police, la SQ assurant la desserte complète du reste du territoire québécois, y compris l'ensemble du réseau autoroutier.
Les municipalités qui ne possèdent pas de corps policier doivent retenir les services de la SQ en matière de patrouille-gendarmerie, moyennant un tarif déterminé selon leur richesse foncière. Ce sont principalement de petites villes peu peuplées et souvent rurales qui ont recours à cette méthode. Cependant, certaines villes moyennes ont également choisi de l’utiliser : Drummondville (75 000 hab.), Rouyn-Noranda (42 000), Saint-Hyacinthe (55 000), Shawinigan (48 000), Salaberry-de-Valleyfield (40 000), Rimouski (50 000), Victoriaville (47 796), etc.
Certaines petites villes maintiennent leur propre service de police, notamment Bromont et Mercier. Lorsque surviennent sur des territoires déjà couverts par une police municipale des crimes relativement graves (ex.: meurtre, infractions reliées au crime organisé, pornographie juvénile, etc.), c'est-à-dire dépassant le champ de compétence de leur corps policier — comme défini par la Loi sur la police et en fonction du palier de population servi, la SQ doit prendre la relève. Par exemple, si un meurtre sans arrestation imminente survient dans une municipalité de moins de 250 000 habitants, c'est la SQ qui enquêtera, même dans des villes assez populeuses, telles que Lévis, Saguenay ou Sherbrooke.
Sa compétence est exclusive quant aux opérations suivantes : assurer la sécurité et l’intégrité de l’État québécois (y compris la protection du premier ministre et de l’Assemblée nationale), enquêter sur des transactions mobilières frauduleuses, le terrorisme (en collaboration avec la GRC), la cybersurveillance, coordonner le rétablissement de l’ordre lors d’évènements sociaux d’envergure provinciale, orchestrer des enquêtes sur des meurtriers en série ou encore des pyromanes opérant sur une base interrégionale, etc., mais aussi assurer la liaison avec Interpol et Francopol.
Le 11 décembre 2019, le conseil municipal de la Ville de Mont-Tremblant annonce qu'il dissoudra son corps de police local et le remplacera par la Sûreté du Québec.
Le 23 mars 2023, le Service de police de la Ville de Thetford-Mines a été dissout, les policiers et les employés civils ont été intégrés à la Sûreté du Québec.

## Historique
Le 1er mai 1870, le juge Pierre-Antoine Doucet est nommé commissaire de la Police provinciale nouvellement formée. Le quartier général est établi à Québec dans la centrale de la Police municipale de Québec, qui fut dissoute le 26 mai. De petits détachements sont établis, à la demande et aux frais des municipalités. Les villes de Lévis, Hull et Sherbrooke sont les premières à s'en prévaloir.
En 1877, la Ville de Québec met de nouveau sur pied son propre corps de police. La police provinciale maintient un service réduit à Québec dirigé par le lieutenant-colonel Jean-Baptiste Amyot, mais de 1878 à 1883, les policiers provinciaux de la ville sont intégrés à ceux de Québec. En 1883, le gouvernement reprend la responsabilité de ses policiers, dirigés par un autre commissaire, le juge Alexandre Chauveau. Le corps de police reçoit le mandat de la garde de l'édifice du parlement complété en 1884.
Au cours de ces années, certaines municipalités en développement mettent sur pied leur propre corps de police pour assurer le maintien de l'ordre. En 1899, la Police provinciale passe sous l'autorité du Département du procureur général (ministère de la Justice) et de ses ministres, qui exerceront ce pouvoir durant plus de 90 ans. Elle est entièrement réorganisée, marquant une rupture avec le XIXe siècle.
En parallèle, des corps policiers spécialisés sont créés. Ainsi l'augmentation constante des affaires criminelles dans la grande région montréalaise amène le procureur général à y établir un Bureau de détectives provinciaux à Montréal, distinct de la Police provinciale. Une autre police gouvernementale, la Police du revenu, veille à l'application des lois prévoyant la perception de certains droits et taxes. Les constables et rares détectives de Québec sont sporadiquement envoyés en mission en province.

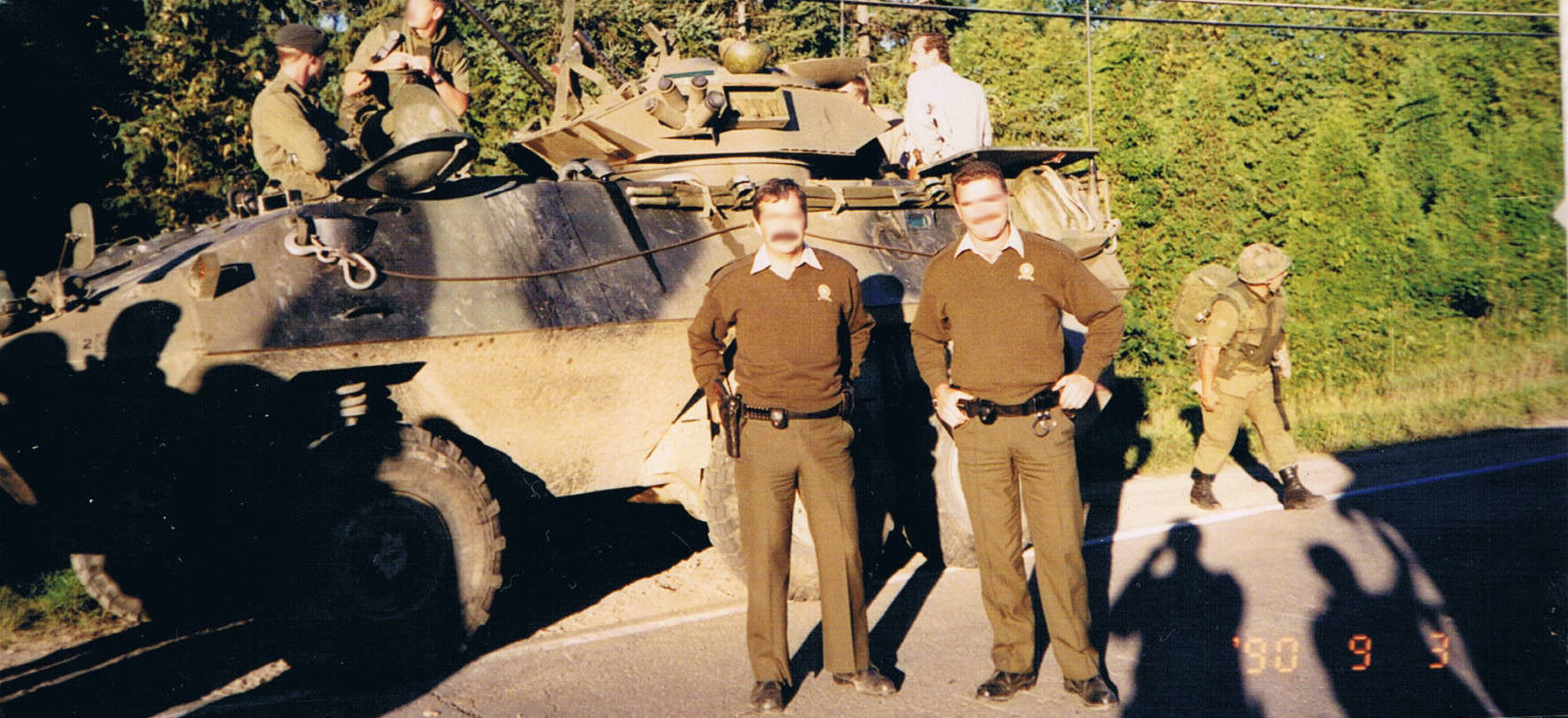
Deux policiers de la Sûreté lors de la crise d'Oka en 1990.

En 1922, la loi établit deux quartiers généraux de la Police provinciale, l'un à Québec, dirigé par Augustin Mc Carthy et l'autre à Montréal, par Dieudonné Daniel Lorrain. La Police provinciale de Québec et le Bureau des détectives provinciaux de Montréal sont alors fusionnés. La division de Québec compte un effectif d'environ 35 policiers, dont deux détectives. Cette division englobe tout l'Est du Québec, ainsi que les régions de Trois-Rivières et de l'Abitibi. À partir de 1925, les policiers provinciaux séjournent à Rouyn-Noranda de façon régulière et amorcent la création d'un premier poste permanent.

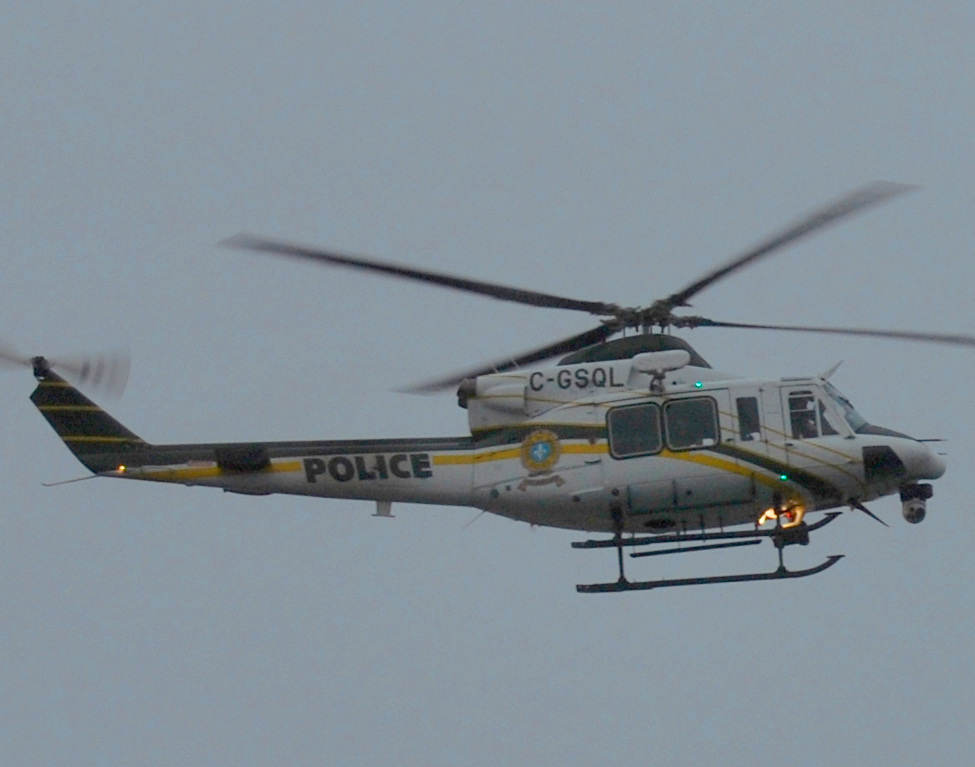
Hélicoptère survolant Victoriaville, lors du conflit étudiant de 2012.

Vu l'expansion du réseau routier et l'accroissement du nombre de véhicules au Québec, une Police de la circulation voit le jour et patrouille à motocyclette durant la saison estivale. Ce groupe relève à partir de 1924 du département de la Voirie, mais sera éventuellement intégré à la Police provinciale. En 1929, l'augmentation constante des affaires policières force le gouvernement à modifier la structure de la Sûreté provinciale pour une plus grande efficacité.
Le 17 juin 1975, avec l'embauche de Nicole Juteau, elle devient le premier corps policier au Québec à embaucher une femme comme policière. Elle est assermentée le 11 septembre 1975 après une modification au règlement numéro 7 pour permettre l'embauche des femmes.
Le 1er juin 1980 le service de surveillance routière de l'Office des autoroutes est intégré à la Sûreté du Québec.
Le 15 juin 2006, elle lance, en collaboration avec d'autres forces policières agissant au Québec, un site Web répertoriant les dix criminels les plus recherchés par son service.
L'état-major annonce en mai 2016 une modification dans l'apparence de l'uniforme de travail et des véhicules, afin de s'harmoniser avec les tendances en Amérique du Nord. L'uniforme arborait un vert olive distinctif depuis 1962, n'ayant été revu qu'en 1987 par le couturier Simon Chang, qui n'a toutefois pas modifié la couleur. À partir de 2017, les chemises et manteaux seront désormais d'une teinte de vert un peu plus foncée, alors que le reste — képi, pantalon, veste pare-balle et casquette - sera noir. Les nouveaux véhicules marqués, où le vert olive était également dominant et qui remplaceront progressivement les anciens, seront principalement peints en noir et blanc, et le mot « police » sera mis plus en évidence.
Le 6 mars 2019, le directeur général de la Sûreté du Québec, Martin Prud'Homme est suspendu de ses fonctions de manière immédiate en raison d'allégations de nature criminelle. Il sera blanchi de toutes les accusations criminelles avant de prendre sa retraite dans le cadre d'un règlement hors cours le 30 août 2021.

## Organisation

### Grandes fonctions[16]
| Emblème | Description | Administration |
| ------- | --- | --- |
|         | Direction générale Cabinet de la directrice générale - Insp.-chef Stéphane Mailhot Direction de la vérification - Mme Josée Corbeil Direction des relations professionnelles - Insp.-chef Simon Riverin Direction des communications et des relations internationales - Insp.-chef Patrice Cardinal Direction des services juridiques - Me Elaine Raza (INTÉRIM) Direction des relations de travail - Insp.-chef Éric Stevens | Direction générale : Directrice générale - Mme Johanne Beausoleil (CIVILE) Directeur général adjoint exécutif - DGA André Santerre Direction principale de la stratégie et des affaires institutionnelles - DP Liette Abel-Normandin |
|         | Grande fonction des enquêtes criminelles Sa mission est de « prévenir, d'élucider et de réprimer les crimes d'envergure ou de nature exceptionnelle sur l'ensemble du territoire québécois ». Elle est notamment responsable des enquêtes sur les crimes majeurs et sur les organisations criminelles. Direction des services spécialisés en enquête - Insp.-chef Sylvain Guertin Direction des enquêtes criminelles - Insp.-chef Michel Patenaude Direction des Enquêtes sur les Crimes Financiers et la Cybercriminalité - Insp.-chef Marie-Chantal Martin Direction nationale du renseignement de l'analyse - Insp.-chef Pierre-Mathieu Viviers                                                                                           | Grande fonction des enquêtes criminelles - DGA Benoit Dubé |
|         | Grande fonction de la surveillance du territoire La surveillance du territoire implique le maintien de l'ordre public partout au Québec et l'application des règlements municipaux dans les territoires ne possédant pas de service de police municipale. La Sûreté du Québec divise le territoire québécois en 4 districts. Direction des mesures d’urgence - Insp.-chef Patrick Marchand Direction de la Sécurité des Réseaux de Transports - Insp.-chef Sylvain Robitaille District Est - Insp.-chef Pascal Joncas District Nord - Insp.-chef Serge Thiffault District Ouest - Insp.-chef Yannick Dussault District Sud - Insp.-chef Charles Renaud Direction des Services de Proximité avec les Communautés - Insp.-chef Jonathan Ménard | Grande fonction de la surveillance du territoire - DGA Éric Benoît |
|         | Grande fonction de l’administration Elle administre la Sûreté du Québec en tant qu'organisation : ressources humaines, financières, matérielles, etc. Direction des ressources financières et matérielles - Christine Faguy Direction des ressources humaines - Insp.-chef Luc Belzile | Grande fonction de l'administration - DGA Benoît Trudel |
|         | Grande Fonction des Affaires Organisationnelles Direction de la gouvernance et de l'innovation technologique - Insp.-chef Daniel Champagna Direction dy soutien à la performance - Mme Annie Boudreault | Grande fonction des affaires organisationnelles - DGA Catherine Beaudry |

### Services spécialisés

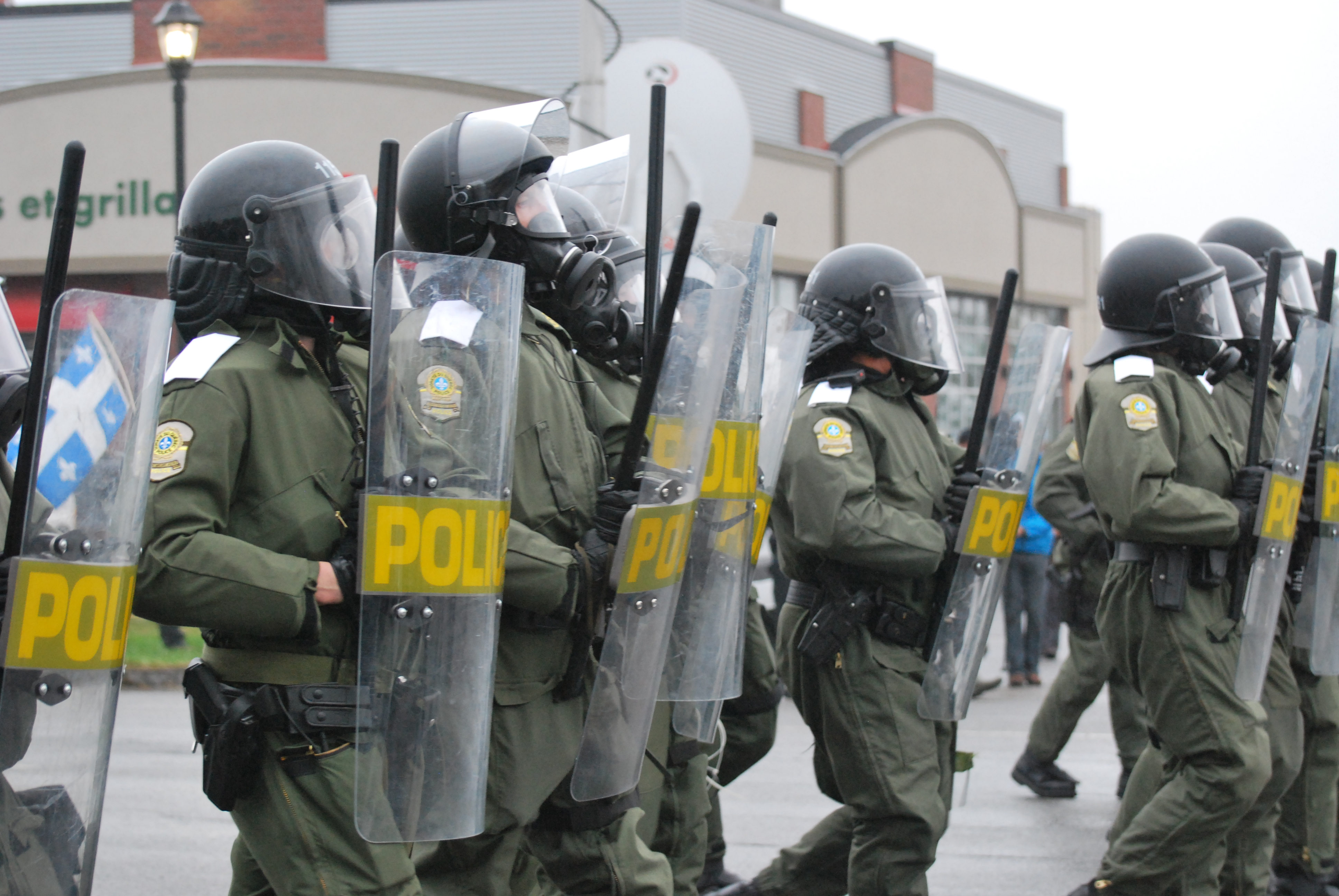
Intervention de la Sûreté lors d'une manifestation en 2012.

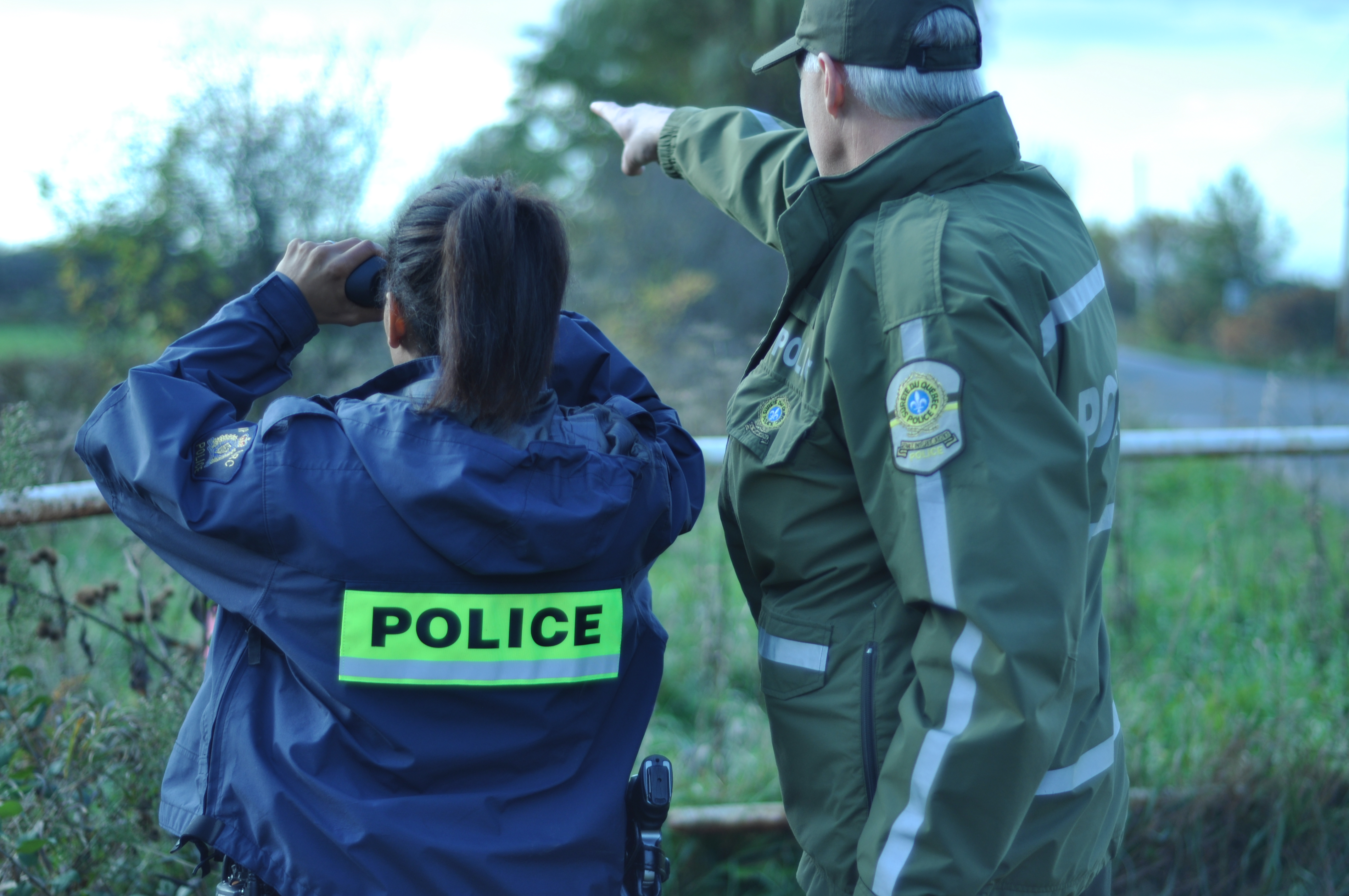
Un policier de la Sûreté du Québec surveillant la frontière avec un membre de la Gendarmerie royale du Canada.

Afin d'accomplir ses diverses missions, la SQ réparti ses effectifs entre plusieurs services chargés des crimes et délits relevant de ses compétences propres :
- Les mesures d’urgence (protection civile)
- La lutte contre le terrorisme (notion d'antiterrorisme)
- L’analyse du comportement (traque des tueurs en série notamment)
- Les crimes contre la personne
- Le Service des enquêtes sur les crimes économiques
- L’identité judiciaire
- Le crime organisé. La Sûreté du Québec a la responsabilité de contrer les activités des gangs de motards au Québec, du crime organisé traditionnel et du phénomène de l'est-européen. Pour contrer les bandes de motards criminelles, la SQ a mis sur pied l’Escouade Carcajou (1995), en collaboration avec des enquêteurs de la GRC et du SPVM, ainsi que les Escouades régionales mixtes de Montréal (1995), de Québec (1996), du Saguenay (1999), de la Mauricie (1999), de l'Outaouais (1999), de l'Estrie (1999) et de la Rive-Nord (2004).
- Le Groupe tactique d'intervention (GTI)

### Missions de paix de l'Organisation des Nations unies
La Sûreté du Québec participe aux efforts de la communauté policière canadienne aux missions de paix de l’ONU (les missions UNPOL) sous la coordination de la Gendarmerie royale du Canada (GRC). Les premières contributions de la Sûreté du Québec aux activités de police civile internationale ont eu lieu entre 1995 et 1998. Après une interruption, l’engagement de la Sûreté du Québec a été renouvelé en 2004. Pour l'instant, l’organisation provinciale envoie des policiers uniquement au sein de missions francophones.
Depuis 1995, plus de 250 policiers de la Sûreté du Québec ont contribué à l’effort de maintien de la paix de l’ONU. Les deux théâtres d’opérations où sont déployés les policiers de la SQ sont Haïti (MINUSTAH) et la Côte d’Ivoire (ONUCI). Aujourd’hui, la SQ déploie 26 policiers en missions de paix avec l’objectif de déployer 50 policiers en Haïti à moyen terme à la suite du tremblement de terre du 12 janvier 2010.

#### Mission des Nations unies pour la stabilisation en Haïti (MINUSTAH)

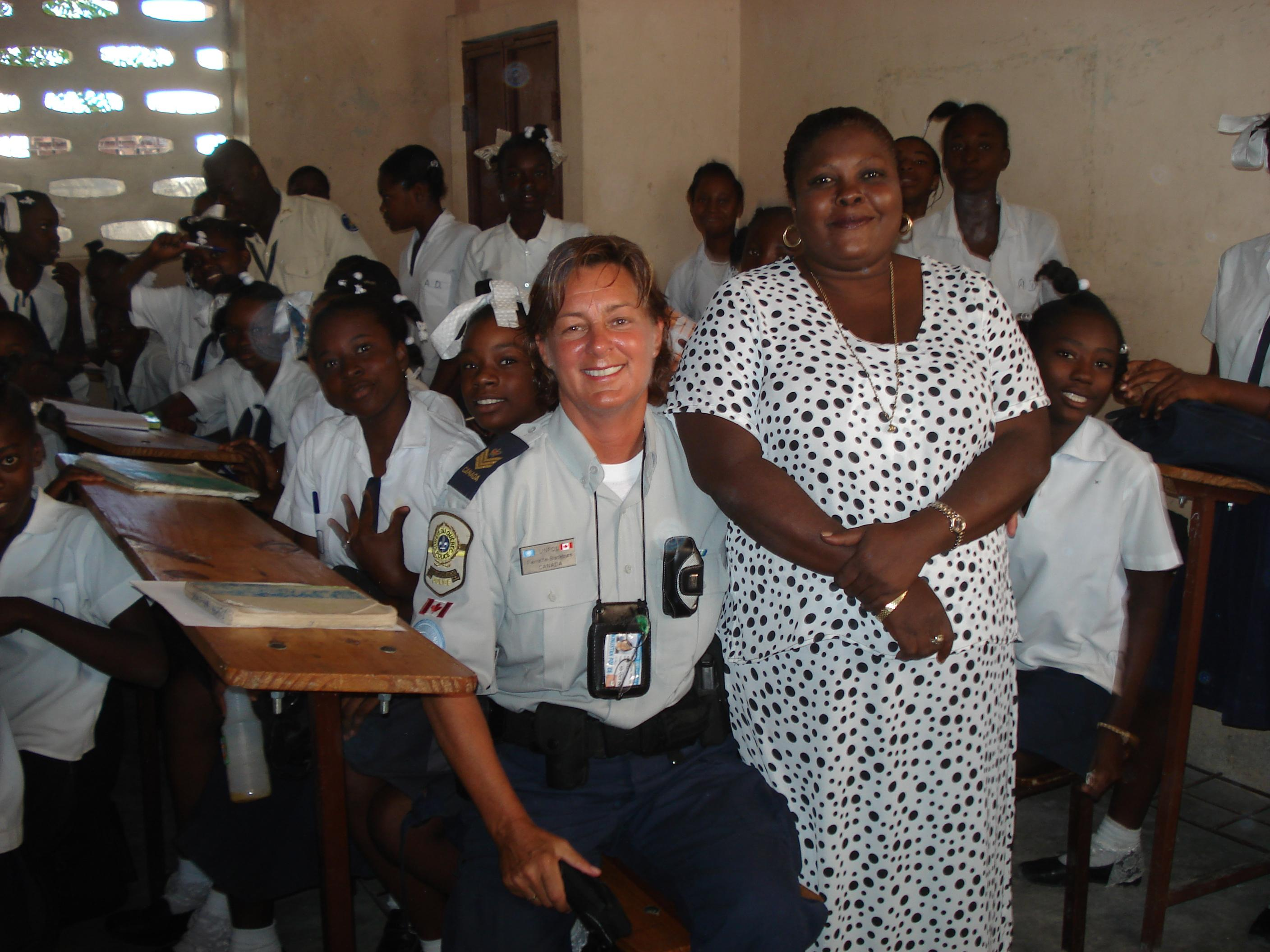
Policière UNPOL de la Sûreté du Québec déployée au sein de la MINUSTAH.

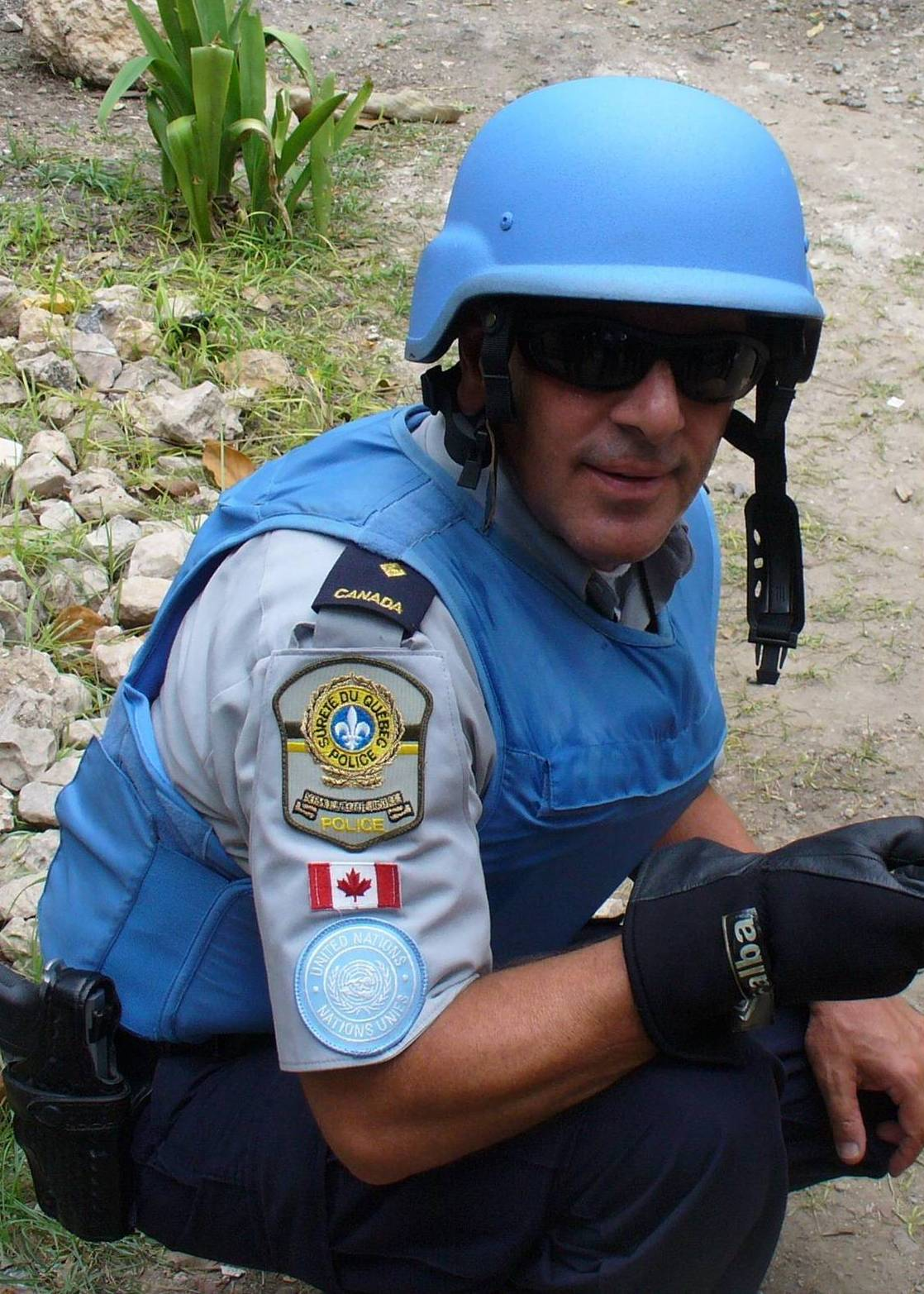
Un Casque bleu de la Sureté du Québec.

Depuis 2004, le travail des membres de la Sûreté du Québec en Haïti s’inscrit dans le cadre de la Mission des Nations unies pour la stabilisation en Haïti (MINUSTAH). Le mandat légal que l’ONU a confié à la MINUSTAH consiste alors à aider au rétablissement et au maintien de l’État de droit, de la sécurité publique et de l’ordre public en Haïti (résolution UNSC 1542 (2004)). La mission a donc pour but d’assurer la stabilisation du pays, la tenue d’élections libres, et la reconstruction des institutions haïtiennes dans un climat de sécurité. L’élément policier de la MINUSTAH a pour mandat de créer un environnement plus sûr et d’ «aider le gouvernement à surveiller, restructurer et réformer la Police nationale haïtienne, conformément aux normes d'une police démocratique ».
Le tremblement de terre du 12 janvier 2010 en Haïti est cependant venu changer la donne. Les objectifs originaux de la mission se voient désormais joints aux besoins criants de reconstruction et de stabilisation du pays. Le 19 janvier 2010, le conseil de sécurité des Nations unies vote ainsi la résolution 1908 (2010) autorisant l’augmentation des effectifs militaires et civils de la MINUSTAH ; on consent alors au déploiement de 3 500 militaires supplémentaires, élevant à 8 940 le compte total de Casques bleus dans le pays, ainsi qu’à l’augmentation de la présence des policiers civils (UNPOL) portant dorénavant leur nombre à 3 711.

#### Opération des Nations unies en Côte d'Ivoire (ONUCI)
La Sûreté du Québec participe depuis janvier 2008 à l’Opération des Nations unies en Côte d'Ivoire (ONUCI). Deux membres y sont actuellement déployés pour une période de neuf mois. L’opération de paix en Côte d’Ivoire est une mission de maintien et de consolidation de la paix. Cette mission a pour but d’observer et de surveiller le cessez-le-feu établi le 3 mai 2003 entre l’armée ivoirienne et les forces rebelles ayant pris le contrôle de la partie nord du pays.
Le rôle des policiers des Nations unies en Côte d’Ivoire est d’accompagner le processus de résolution de crise. Elle a pour mandat d’aider à rétablir une présence policière dans le pays pour sécuriser les populations, de conseiller les autorités locales sur la restructuration des Services de Sécurité, et d’apporter son expertise professionnelle à la Police et à la Gendarmerie locales.

## Controverses
Plusieurs controverses ébranlent la réputation de la sûreté du Québec, notamment au sommet du G8 en 2007,, alors que des agents provocateurs de la Sûreté du Québec auraient provoqué les policiers pour justifier une escalade de la répression des manifestants. Des contradictions ont été rapportées par Radio-Canada dans le discours du porte-parole de la sûreté du Québec, le capitaine Jean Finet, à la suite des événements de Victoriaville en mai 2012, lors des contestations étudiantes.
Le 17 avril 2019, une enquête de Radio-Canada révèle que le Grand Quartier général de la SQ au 1701 rue Parthenais, à Montréal, serait infesté de coquerelles. En deux ans, plus d'une cinquantaine de signalements auraient été faits à la Société québécoise des infrastructures. En juin 2020, TVA Nouvelles rapporte encore un problème de coquerelles au Quartier Général qui n'aurait toujours pas été réglé[réf. souhaitée].
Le 6 mars 2019, Geneviève Guilbault, ministre de la Sécurité Publique, annonce la suspension provisoire du Directeur Général de la Sûreté, monsieur Martin Prud'Homme, le temps d'une enquête sur des allégations criminelles. Le 2 mars 2020, la direction des poursuites criminelles et pénales informe la population qu'elle refuse de porter des accusations contre Martin Prud'Homme, puisqu'aucun acte criminel n'a été commis. La plainte aurait été faite par Me Annick Murphy, procureure-chef au DPCP, qui rapportait que M. Prud'Homme aurait interféré dans une enquête du DPCP. Le 16 octobre 2020, la ministre Guilbault annonce que le secrétariat des Emplois supérieurs se penchera sur la carrière de Martin Prud'Homme. Selon ce dernier, cela semble être une mesure visant à mener à sa destitution.

### Profilage racial
Le profilage racial au sein de la Police du Québec fait référence aux pratiques discriminatoires menées par les forces de sécurité dans la province de Québec, Canada, où des individus sont sélectionnés ou traités différemment en fonction de leur race, ethnie ou origine nationale, plutôt qu'en fonction de preuves objectives de leur comportement. Cette pratique a fait l'objet de critiques et de controverses au cours des dernières décennies, notamment en ce qui concerne la communauté afro-descendante et d'autres minorités ethniques. Bien que les autorités provinciales aient mis en place diverses mesures pour combattre ces actions, des allégations et des preuves suggèrent que le profilage racial reste un problème au sein du système policier du Québec.
La police du Québec est confrontée à plus de 100 plaintes annuelles pour profilage racial, mais peu aboutissent à des sanctions disciplinaires. Une revue des données sur cinq ans montre la complexe bataille que mènent ceux qui se sentent victimes de discrimination policière. Au cours des cinq dernières années, jusqu'en avril 2022, la commission d'éthique policière a reçu en moyenne 156 plaintes de profilage racial par an, soit 7 % de l'ensemble des plaintes. Parmi celles-ci, seules 11 ont été portées devant le comité d'éthique policière, et seulement quatre ont abouti à une sanction disciplinaire pour un policier.
Fo Niemi, directeur exécutif du Centre de Recherche-Action sur les Relations Raciales (CRARR), a souligné que le système est lent et compliqué. L'organisation CRARR a identifié des problèmes similaires dans le traitement des plaintes policières, en soutenant que celui-ci ne tient pas suffisamment la police responsable de son comportement discriminatoire. On a constat. que les personnes noires et autochtones ont beaucoup plus tendance à être arrêtées par la police, partout au travers de la province.
Des préoccupations existent également sur le fonctionnement du système de plaintes dans les régions hors de Montréal. Bien qu'il y ait des cas où les plaintes aboutissent devant la commission des droits de l'homme, elles font face à des retards. Niemi a mentionné que la commission d'éthique policière dispose de ressources limitées, manque de diversité parmi son personnel et est compromise par une disposition permettant aux policiers d'éviter de témoigner lors d'une enquête.Wayne King, un homme noir et père de quatre enfants, a déposé des plaintes concernant deux cas de présumé profilage racial avec l'aide du CRARR. Dans le premier cas, il a été récompensé de 21 000 $ par la commission des droits de l'homme, mais l'affaire n'a pas atteint le stade d'enquête de la commission d'éthique policière. Dans le deuxième cas, la commission d'éthique policière a immédiatement rejeté sa plainte.

## Liste des directeurs généraux
| Nom                        | Mandat    | Titre                                                  |
| -------------------------- | --------- | ------------------------------------------------------ |
| Pierre-Antoine Doucet      | 1870-1877 | Commissaire de la Police provinciale de Québec         |
| Jean-Baptiste Amyot        | 1877-1878 | Commissaire de la Police provinciale de Québec         |
| Poste aboli de 1878 à 1880 |           |                                                        |
| Alexandre Chauveau         | 1880-1899 | Commissaire de la Police provinciale de Québec         |
| Augustin McCarthy          | 1902-1922 | Chef de la Police provinciale                          |
| Augustin McCarthy          | 1922-1928 | Chef de la Sûreté provinciale à Québec                 |
| Dieudonné Daniel Lorrain   | 1922-1928 | Chef de la Sûreté provinciale à Montréal               |
| Augustin McCarthy          | 1928-1932 | Chef de la Sûreté provinciale à Québec                 |
| Maurice-Charles Lalonde    | 1928-1932 | Chef de la Sûreté provinciale à Montréal               |
| Maurice-Charles Lalonde    | 1932-1936 | Chef de la Sûreté provinciale                          |
| Philippe Aubé              | 1936-1937 | Chef de la Sûreté provinciale                          |
| Philippe-Auguste Piuze     | 1937-1940 | Commissaire de la Sûreté provinciale du Québec         |
| Marcel Gaboury             | 1940-1944 | Directeur de la Sûreté provinciale du Québec           |
| Joseph-Paul Lamarche       | 1944-1950 | Directeur de la Sûreté provinciale du Québec           |
| Hilaire Beauregard         | 1954-1960 | Directeur de la Sûreté provinciale du Québec           |
| Josaphat Brunet            | 1960-1965 | Directeur de la Sûreté provinciale du Québec           |
| J.-Adrien Robert           | 1965-1968 | Directeur de la Sûreté provinciale du Québec           |
| Maurice St-Pierre          | 1969-1973 | Directeur général de la Sûreté du Québec               |
| Paul-A. Benoît             | 1973-1974 | Directeur général de la Sûreté du Québec               |
| Jacques Beaudoin           | 1974-1988 | Directeur général de la Sûreté du Québec               |
| Robert Lavigne             | 1988-1995 | Directeur général de la Sûreté du Québec               |
| Serge Barbeau              | 1995-1998 | Directeur général de la Sûreté du Québec               |
| Guy Coulombe               | 1998      | Directeur général de la Sûreté du Québec               |
| Florent Gagné              | 1998-2003 | Directeur général de la Sûreté du Québec               |
| Normand Proulx             | 2003-2008 | Directeur général de la Sûreté du Québec               |
| Richard Deschesnes         | 2008-2012 | Directeur général de la Sûreté du Québec               |
| Mario Laprise              | 2012-2014 | Directeur général de la Sûreté du Québec               |
| Martin Prud'homme          | 2014-2017 | Directeur général de la Sûreté du Québec               |
| Yves Morency (Intérim)     | 2017-2018 | Directeur général par intérim de la Sûreté du Québec   |
| Martin Prud'homme          | 2018-2019 | Directeur général de la Sûreté du Québec               |
| Mario Bouchard (Intérim)   | 2019-2019 | Directeur général par intérim de la Sûreté du Québec   |
| Johanne Beausoleil         | 2019-2022 | Directrice générale par intérim de la Sûreté du Québec |
| Johanne Beausoleil         | 2022-...  | Directrice générale de la Sûreté du Québec             |

## Véhicules
Les voitures sont assemblées par des mécaniciens employés par la Sûreté du Québec. Les voitures sont différentes des modèles que l'on retrouve sur le marché, puisqu'elles sont équipées de ce qu'on appelle un «police pack». Par exemple, les freins sont plus gros ou encore la transmission est plus performante. Après 200 000 km, 7 ans ou un accident sérieux, les signes d'appartenance à la police (collant, gyrophare, etc.) sont retirés, puis les véhicules sont vendus aux enchères.
| Modèle                                            | Pays de fabrication | Type de véhicule                                   | Photo |
| ------------------------------------------------- | ------------------- | -------------------------------------------------- | ----- |
| Véhicule de patrouille / affecté à la circulation |                     |                                                    |       |
| Ford Taurus                                       | États-Unis          | Véhicule de patrouille en MRC Véhicule autoroutier |       |
| Chevrolet Impala                                  | Canada              | Véhicule de patrouille en MRC                      |       |
| Dodge Charger                                     | Canada              | Véhicule de patrouille en MRC Véhicule autoroutier |       |
| Chevrolet Tahoe                                   | États-Unis          | Véhicule de patrouille en MRC                      |       |
| Ford Explorer                                     | États-Unis          | Véhicule de patrouille en MRC Véhicule autoroutier |       |

Depuis 2017, les agents de la Sûreté du Québec utilisent des véhicules aux couleurs noir et blanc. En majorité, les véhicules sont des Ford Police Interceptor Utility et des Dodge Charger.

### Voitures semi-identifiées, semi-banalisées et banalisées
Les voitures banalisées sont communément appelées « voitures de police fantômes », puisque ses feux d'urgences bleus et rouges, ainsi que certains détails, sont camouflés. L'appellation officielle de ces voitures est « voiture de police semi-identifiée ou semi-banalisée», puisque certains détails des voitures dites « identifiées » (gyrophares extérieurs, marquage du capot avant et de l'arrière de la voiture) ne sont pas présents sur celles-ci, qui sont toutefois partiellement identifiées, d'où leur appellation.

### Autres véhicules
La Sûreté du Québec possède pour d'autres tâches, entre autres, les véhicules suivants : camion, motocyclette, bicyclette, bateau hors-bord, bateau pneumatique, VTT, hélicoptère, véhicule amphibie, motomarine et motoneige.
En 2021, la Sûreté du Québec fait l'achat d'un Ford Explorer 2021 Hybride, ce véhicule est équipé de la nouvelle technologie de gyrophares au DEL avec la barre Whelen Cenator. La SQ se débarrassera dès 2022 des véhicules avec les flèches, même sur les autoroutes avec la nouvelle barre de gyrophares.

## Policiers morts en service
| Nom du policier mort en service   | Année de décès | Cause du décès                        | Lieu du décès               |
| --------------------------------- | -------------- | ------------------------------------- | --------------------------- |
| Cst. Thomas Dobbin                | 1874           | Noyade                                | Outaouais                   |
| Cst. George Clarke                | 1875           | Tué par un charretier                 | Québec                      |
| Sgt Lazare Doré                   | 1877           | Tué par balle                         | Saint-Joseph-de-Beauce      |
| Cst. Joseph Lafleur               | 1933           | Accident de motocyclette              | Montréal                    |
| Cst. Bernard Juneau               | 1936           | Accident de motocyclette              | Sherbrooke                  |
| Cst. J.-Léopold Châteauneuf       | 1937           | Tué par balle                         | Québec                      |
| Cst. Émile Perras                 | 1937           | Accident de motocyclette              | L'Assomption                |
| Cst. Gérard Bouchard              | 1940           | Accident de motocyclette              | Rimouski                    |
| Sous-Inspecteur Gérard Bourgeault | 1940           | Accident de motocyclette              | Montréal                    |
| Cst. Roland W.-J. Allen           | 1940           | Accident de véhicule                  | Montréal                    |
| Cst. Ovila Roy                    | 1941           | Accident de motocyclette              | Lévis                       |
| Cst. Charlemagne Bouchard         | 1946           | Accident de motocyclette              | Québec                      |
| Cst. Robert Lévesque              | 1954           | Accident de Véhicule                  | Rivière-du-Loup             |
| Cst. Fabien Galipeault            | 1954           | Heurté par un véhicule                | L'Assomption                |
| Cst. Florian Poirier              | 1955           | Accident de Motocyclette              | Québec                      |
| Enq. Jean-Davila Lévesque         | 1958           | Tué par balle                         | Lambton                     |
| Cst. Roger Beaupré                | 1958           | Accident de véhicule                  | Sept-Îles                   |
| Matrone Émilia Samson Nadeau      | 1960           | Accident de véhicule                  | Chibougamau                 |
| Cst. Jean-Marc Godmer             | 1960           | Écrasement d'avion                    | Saint-Jovite                |
| Sgt Lucien Danis                  | 1960           | Écrasement d'avion                    | Saint-Jovite                |
| Agt Gérard Richard                | 1961           | Heurté par un véhicule                | Nicolet                     |
| Agt Gérard Bernier                | 1961           | Tué par balle (Embuscade)             | Cap-Saint-Ignace            |
| Agt Frédeau Simard                | 1961           | Accident de véhicule                  | Saint-Léonard-de-Portneuf   |
| Agt-Enq. Robert Robidoux          | 1962           | Tué par balle                         | Montréal                    |
| Agt Marius Trépanier              | 1962           | Heurté volontairement par un véhicule | Sainte-Blandine             |
| Agt Philippe Mailhot              | 1963           | Accident de véhicule                  | Montréal                    |
| Agt Émile Lachance                | 1963           | Accident de véhicule                  | Boischâtel                  |
| Cpl David Chénard                 | 1964           | Tué par balle                         | Trois-Pistoles              |
| Agt Guy Renaud                    | 1965           | Accident de véhicule                  | Louvicourt                  |
| Cpl Georges Hélie                 | 1965           | Accident de véhicule                  | Saint-Hubert                |
| Cst. Claude Guay                  | 1966           | Décès accidentel causé par un train   | Hébertville                 |
| Agt Ghyslain Martineau            | 1968           | Accident de véhicule                  | Stanstead                   |
| Agt-Enq. André Duhaime            | 1968           | Accident de véhicule                  | Cap-de-la-Madeleine         |
| Agt Alain Falardeau               | 1968           | Accident de véhicule                  | Sainte-Anne-de-la-Pérade    |
| Cpl Robert Dumas                  | 1969           | Tué par balle                         | Montréal                    |
| Agt Marc-André Gagnon             | 1973           | Accident de véhicule                  | Alma                        |
| Agt J.-P. Richard Merette         | 1973           | Accident de véhicule                  | La Pèche                    |
| Agt Normand Tremblay              | 1973           | Accident de véhicule                  | Montréal                    |
| Cpl Michel Bédard                 | 1976           | Tué par balle                         | Laval                       |
| Agt Gérald Desfossés              | 1976           | Tué par balle                         | Saint-Romain                |
| Agt Bernard Brassard              | 1977           | Accident de véhicule                  | Grande-Vallée               |
| Agt Robert Brabant                | 1977           | Tué par balle                         | Saint-Émile-de-l'Énergie    |
| Agt J.-D. Guy Samson              | 1977           | Tué par balle                         | Saint-Augustin-de-Desmaures |
| Agt Gilles Lamare                 | 1980           | Accident de motocyclette              | Montréal                    |
| Agt André Simard                  | 1980           | Accident de véhicule                  | Beauceville                 |
| Agt Serge Lamy                    | 1981           | Heurté par un véhicule                | Saint-Thomas-de-Joliette    |
| Sgt Jacques Martin                | 1981           | Accident de véhicule                  | Matane                      |
| Agt Laurier Bédard                | 1982           | Heurté par un véhicule                | Chicoutimi                  |
| Agt Richard Dubé                  | 1983           | Accident de véhicule                  | Sainte-Foy                  |
| Cpl Jacques Hamel                 | 1986           | Heurté par un camion                  | L'Étape                     |
| Agt Danny Tremblay                | 1986           | Heurté par un camion                  | L'Étape                     |
| Agt Roland Larochelle             | 1988           | Accident de véhicule                  | -                           |
| Agt Mario Camiré                  | 1988           | Accident de véhicule                  | Pontiac                     |
| Agt Gaétan Boutin                 | 1988           | Accident de véhicule                  | Pontiac                     |
| Agt Richard Rochefort             | 1988           | Écrasement d'avion                    | Rimouski                    |
| Cpl Marcel Lemay                  | 1990           | Tué par balle                         | Oka                         |
| Sgt Jean-Claude Cadieux           | 1990           | Accident de véhicule                  | Mont-Laurier                |
| Agte Chantale Mattio              | 1992           | Accident de véhicule                  | Sainte-Agathe-des-Monts     |
| Agt Gaston Paradis                | 1993           | Écrasement d’hélicoptère              | Québec                      |
| Agt Stéphanne Roy                 | 1994           | Accident de véhicule                  | Duparquet                   |
| Cpl Antonio Arsenault             | 2002           | Heurté par un véhicule                | Laval                       |
| Agt Patrick Lévesque              | 2003           | Écrasement d'avion                    | Gaspé                       |
| Stagiaire Sophia Rigas            | 2010           | Accident de véhicule                  | Les Cèdres                  |
| Agt Sébastien Coghlan-Goyette     | 2010           | Accident de véhicule                  | Les Cèdres                  |
| Agte Katia Hadouchi               | 2012           | Accident de véhicule                  | Saint-Ambroise-de-Kildare   |
| Agt Donovan Lagrange              | 2012           | Heurté par un véhicule                | Bois-des-Fillions           |
| Sgt Jacques Ostigny               | 2016           | Arrêt cardiorespiratoire              | Tadoussac                   |
| Agt Patrick Bigras                | 2019           | Suicide à la suite d'un événement     | Lachute                     |
| Sgte Maureen Breau                | 2023           | Poignardée à mort                     | Louiseville                 |

## Équipement
L'arme de service est le Glock 17 pour les patrouilleurs et le Glock 26 pour les enquêteurs et les officiers. Ces armes sont toutes de calibre 9 mm. Le GTI utilise le SIG MCX, le Remington 870 et le ARWEN 37. L’escouade antiémeute utilise le Brügger & Thomet GL06 et le Diemaco C8.

## Identification visuelle

Sceau et logo
Blason sans ornement
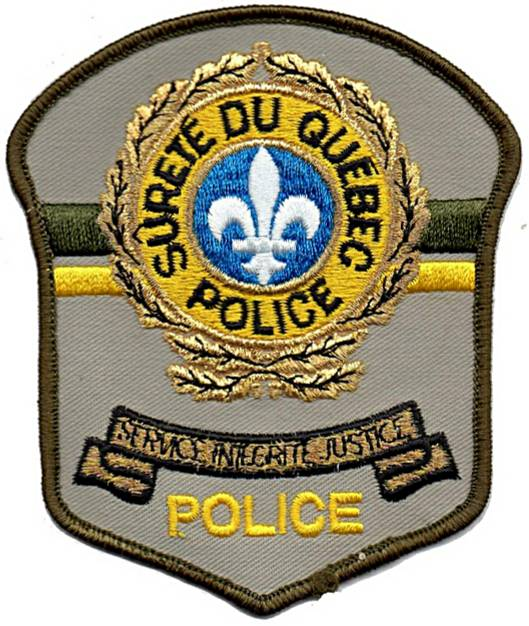
Insigne d'épaule

## Identification des insignes de grade
| Grade   | Chef d'équipe | Sergent         | Lieutenant                | Capitaine         |
| ------- | ------------- | --------------- | ------------------------- | ----------------- |
| Insigne |               |                 |                           |                   |
| Grade   | Inspecteur    | Inspecteur-chef | Directeur général adjoint | Directeur général |
| Insigne |               |                 |                           |                   |